# Powietrzna Jednostka Operacji Specjalnych
 Powietrzna Jednostka Operacji Specjalnych  (PJOS) – jednostka wojskowa Sił Powietrznych dyslokowana w Powidzu, przeznaczona do transportu lotniczego i lotniczego wsparcia ogniowego sił i środków Wojsk Specjalnych.

## Formowanie, zmiany organizacyjne
Jednostka została sformowana 1 lutego 2023 na bazie 7 eds. Zabezpiecza działania jednostek Wojsk Specjalnych zarówno na terenie kraju jak i poza granicami, a sformowanie jej wiąże się z celami i zobowiązaniem, jakie Siły Zbrojne RP dały dla NATO, to zdolność do dowodzenia większą liczbą lotniczych pododdziałów specjalnych. Rozformowana 7 eskadra działań specjalnych została certyfikowana do dowodzenia maksymalnie sześcioma elementami lotniczymi (poziom SOATG – Special Operations Air Task Group). W NATO to zdolności do dowodzenia bardziej rozbudowanymi elementami lotniczymi, czym było powstanie nowej jednostki lotniczej. Podstawowym wyposażeniem PJOS są śmigłowce Mi-17TU oraz Mi-17-1V.  Piloci eskadry są szkoleni do wykonywania lotów nocnych z użyciem noktowizji co wynika z charakteru działań jednostek specjalnych. Jednostka podlega dowództwu 3 Skrzydła Lotnictwa Transportowego, w działaniach realnych dowodzenie jednostką przejmuje Dowództwo Komponentu Wojsk Specjalnych.

## Przeznaczenie, zadania
Jednostka jest na etapie uzupełniania personelu, certyfikacji, która potwierdzi jej przygotowanie do dyżuru w Siłach Odpowiedzi NATO w roku 2024. Większość żołnierzy jednostki brało udział na misjach poza granicami kraju, np. w Iraku i Afganistanie.
Jednostka prowadzi operacje powietrzne poprzez lotnicze działania specjalne jak desantowanie linowe, wprowadzania i wydobywanie sekcji Wojsk Specjalnych za pomocą śmigłowca technikami (ang.) Helicopter Rope Suspension Technique – techniką szybkiej liny, linami alpinistycznymi, przy pomocy drabiny linowej i metodą (ang.) Special Patrol Insertion/Extraction. Jednostka prowadzi: działania powietrznodesantowe spadochroniarzy WS, rozpoznanie powietrzne oraz lotnicze wsparcie ogniowe. Jednostka ma wykonywać działania nad akwenami (desant do wody, na okręt, i wydobywanie z nich), na lądzie (w tym na terenie zabudowanym, w górach i na równinach).
Powietrzna Jednostka Operacji Specjalnych uczestniczyła od 29 lutego do 15 marca 2024 w ćwiczeniu „Cobra-24”, które były częścią największych w tym roku manewrów polskiej armii pod kryptonimem „Dragon-24”. PJOS w 2024 pełnić będzie dyżur SON (Siły Odpowiedzi NATO). PJOS jest odpowiednikiem amerykańskiego 160 Lotniczego Pułku Operacji Specjalnych („Night Stalkers”).

## Struktura organizacyjna (2023)

### Stan na rok 2023[7][8][2]
- dowództwo;
- sztab;
  - sekcja personalna,
  - sekcja komunikacji społecznej,
  - sekcja operacyjna,
  - sekcja rozpoznania,
  - sekcja wsparcia,
  - sekcja logistyki wykonawczej
- Zespół Dowodzenia;
- Grupa Lotnicza;
- Grupa Obsługi Technicznej;
- Grupa Zabezpieczenia Medycznego.

Insygnia
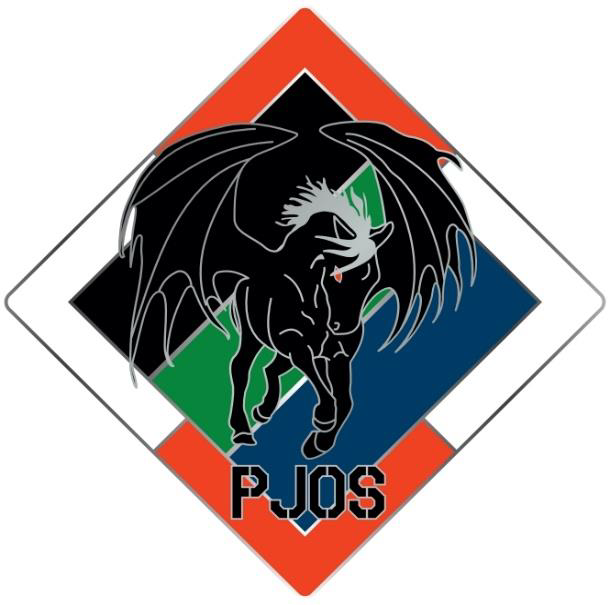
Odznaka pamiątkowa
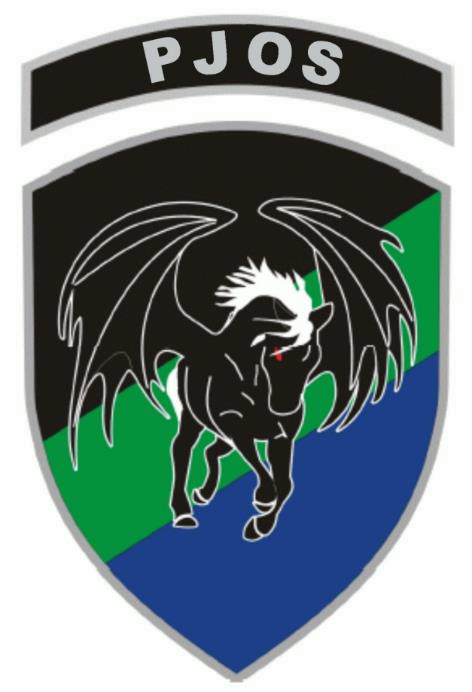
Oznaka rozpoznawcza na mundur wyjściowy
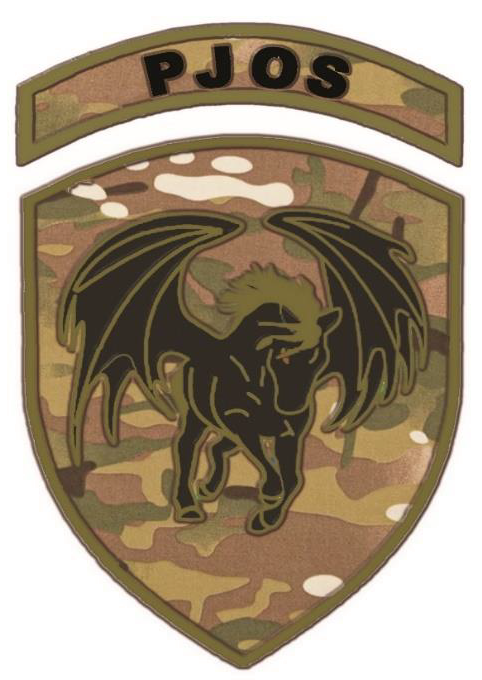
Oznaka rozpoznawcza na mundur polowy

## Wyposażenie
Śmigłowce:
- 8 maszyn Mi-17
  - 4 w wersji Mi-17-1W[9]
  - 4 w wariancie Mi-17TU[10].
- 1 w wariancie Mi-17AE

Śmigłowce są wyposażone w M134G. 
Mi-17-1W zostały zmodernizowane oraz przystosowane do działań specjalnych.

## Żołnierze Jednostki
Dowódcy 
- ppłk pil. Piotr Ciechan (2023–obecnie)[2][4]

 Oficerowie 
- gen. bryg. pil. Grzegorz Kołodziejczyk[4]